# 巴尼奥勒
巴尼奥勒（法語：Bagnols，法語發音：[baɲɔl]）是法国罗讷省的一个市镇，属于索恩河畔自由城区。

## 地理
巴尼奥勒（45°55'3"N, 4°36'27"E）面积7.35 平方千米，位于法国奥弗涅-罗讷-阿尔卑斯大区罗讷省，该省份为法国中东部省份，北起顺时针与索恩-卢瓦尔省、安省、里昂大都会、伊泽尔省和卢瓦尔省接壤。
与巴尼奥勒接壤的市镇（或旧市镇、城区）包括：勒布勒伊、沙尔奈、沙蒂永、谢西、穆瓦雷、瓦勒德万。

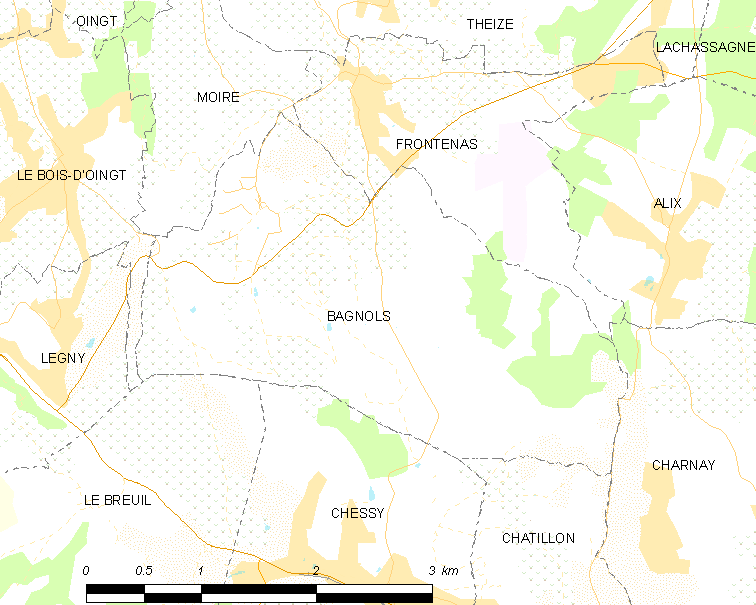
巴尼奥勒的OSM定位图

巴尼奥勒的时区为UTC+01:00、UTC+02:00（夏令时）。

## 行政
巴尼奥勒的邮政编码为69620，INSEE市镇编码为69017。

## 政治
巴尼奥勒所属的省级选区为瓦勒德万县。

## 人口

1962-2008年间巴尼奥勒人口变化图示

巴尼奥勒于2022年1月1日时的人口数量为758人。